# Saint-Aubin-des-Hayes

Saint-Aubin-des-Hayes este o comună în departamentul Eure, Franța. În 1 ianuarie 2018 avea o populație de 150 de locuitori.